# Патель, Пьер
Пьер Патель (Патель Старший; фр. Pierre Patel; 1604 или 1605, Шони — 5 августа 1676, Париж) — французский художник-пейзажист.
Родился в 1604 году в Шони. Как представитель французской пейзажной школы XVII века, находился под сильным влиянием Клода Лоррена.
Вместе с Эсташем Лесюэром и Симоном Вуэ создавал картины для парижского особняка Ламбер, которые позже были приобретены Людовиком XVI и сегодня выставлены в Лувре.
Пейзажи Пателя, как и его современников, умозрительны, они обычно не изображают конкретных мест (хотя известен выполненный им панорамный вид только что отстроенного Версаля). В некоторых случаях на фоне пейзажа разыгрывается мифологическая или библейская история (к примеру, «Моисей и дочь фараона»), однако художник не уделяет ей основного внимания, вместо этого сосредотачиваясь на изображении природы, и тем самым превращает номинальный сюжет своей картины в стаффаж.
Художник скончался в Париже в 1676 году. Его сын, Пьер Антуан Патель, также стал художником — пейзажистом и «руинистом» (специализировался на написании пейзажей с античными руинами).

## Галерея
- Пейзаж с античными руинами и человеческими фигурами. Частное собрание.
- Пейзаж с руинами. Музей Фицуильяма, Кембридж,  Великобритания.
- Пейзаж Римской Кампании. Музей Эшмола, Оксфорд, Великобритания.
- Пейзаж с Моисеем и дочерью фараона. Музей истории и искусств Нарбона, Нарбон, Франция